# Chypriotes turcs
Les Chypriotes turcs (en turc : Kıbrıs Türkleri ou Kıbrıslı Turkler, en grec : Τουρκοκύπριοι (Tourkokýprioi)) sont une partie des Turcs habitant l'île de Chypre, en particulier au nord de l'île.

## Histoire
Après la conquête ottomane de Chypre en 1571, près de 30 000 colons Turcs s'y installèrent. C'est à cette époque qu'une partie des insulaires autochtones se convertissent à l'Islam.
L'installation de colons musulmans à Chypre continua jusqu'à la fin de la période ottomane. 
Après l'invasion turque de Chypre en 1974 à la suite du coup d'État grec pour renverser le gouvernement chypriote et tenter de rattacher l'île à la Grèce, une immigration turque a lieu avec l'installation de colons originaires des régions de la mer Noire et méditerranéenne dans la partie nord de l'île, notamment sur les terres de Chypriotes grecs ayant fui l'invasion ou ayant été chassés.
Ces nouveaux arrivants, appelé « Türkiyeli göçmenler » (littéralement : « immigrés turcs »)  constituent moins de la moitié de la population actuelle de république de Chypre.
Au XXIe siècle, une grande partie des Chypriotes turcs vivent dans la république de Chypre du Nord mais la majorité vivent plutôt en Grande-Bretagne, en Australie ainsi que dans d'autres pays où ils constituent une diaspora.

## Culture

### Religion
La quasi-totalité des Chypriotes turcs sont musulmans sunnites mais laïcs. La pratique religieuse demeure assez faible.

### Langues
La langue vernaculaire des Chypriotes turcs est le turc chypriote, un dialecte turc avec des influences anglo-italiennes et grec chypriotes.

## Personnalités
Parmi les personnalités d'origine chypriote turque, on compte Fatih Terim, Asil Nadir, Fazıl Küçük, Hal Ozsan, Alparslan Türkeş, Hussein Chalayan, Tracey Emin, Rauf Denktaş et Ziynet Sali.